# Ambrogio Calepino

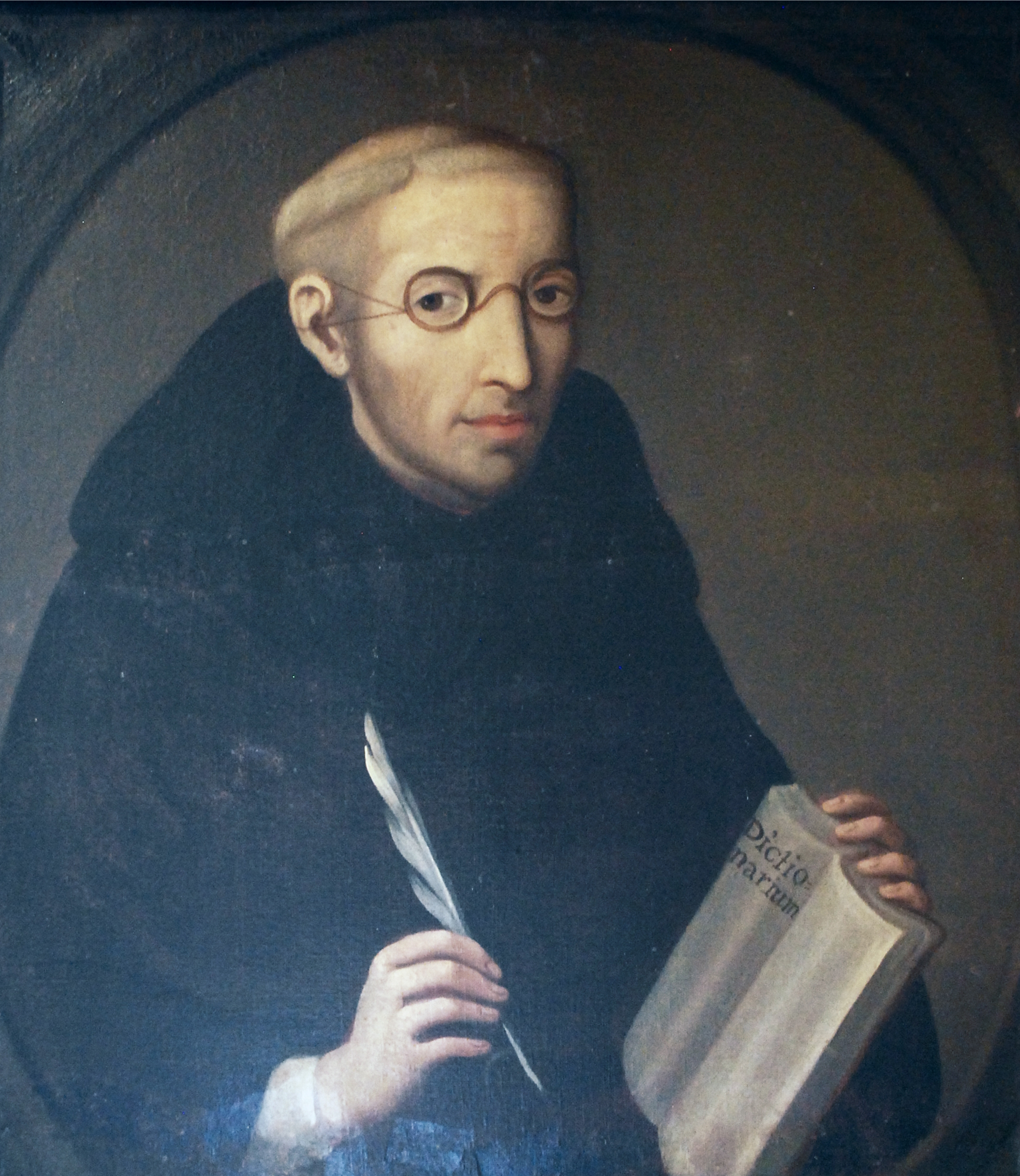
Ambrogio Calepino, Gemälde im ehemaligen Augustinerkloster Acolman, Mexico

Ambrogio Calepino oder Ambrogio Calepio, lateinisch Ambrosius Calepinus (* 1440 ? in Bergamo; † Ende 1509 / Anfang 1510 ebenda), war ein italienischer Lexikograph in der Zeit der Renaissance. Sein im Geist des Humanismus verfasstes Latein-Wörterbuch fand im 16. bis zum 18. Jahrhundert große Verbreitung und erschien in über zweihundert, meist stark umgearbeiteten und erweiterten Auflagen. Der Name „Calepino“ wurde infolgedessen in mehreren Sprachen zur Bezeichnung für ein Wörterbuch schlechthin.

## Leben

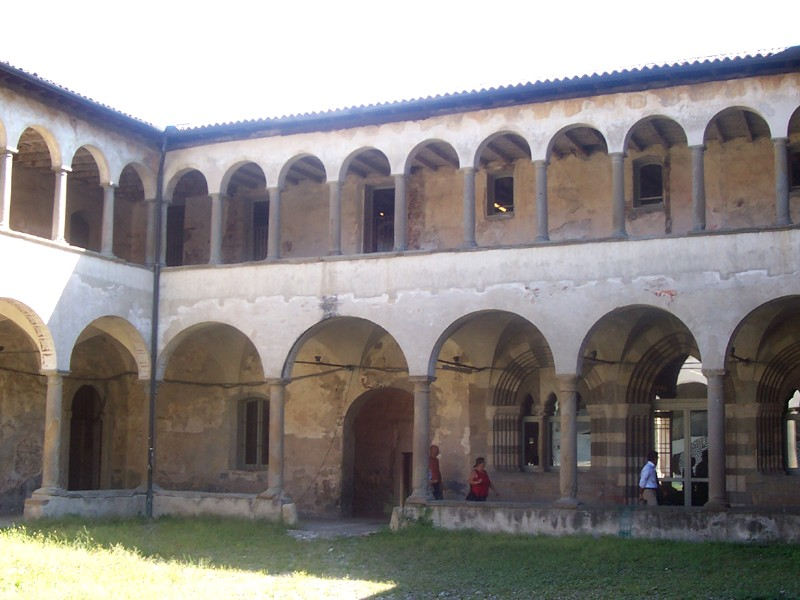
Convento di Sant’Agostino, heute Universität Bergamo

Calepino (= „von Calepio“) wurde als unehelicher Sohn des Grafen Trussardo, Herrn von Calepio, geboren und auf den Namen Iacopo getauft. Er hatte zwei Brüder: Marco und Nicolino († 1484), der legitim gezeugt war und den Familienbesitz erbte. Mit seiner Erlaubnis wurden Iacopo und der ebenfalls unehelich gezeugte Marco legitimiert.
1458 wurde Iacopo in den Augustinerorden aufgenommen, und zwar in ihren reformierten Zweig, den sogenannten Observanten. Nach dem Noviziat in Mailand im Konvent Santa Maria Incoronata erhielt er im folgenden Jahr den Ordensnamen Ambrogio, unter dem er bekannt wurde.
Nach je ungefähr zweijährigen Aufenthalten in Mantua, Cremona und Brescia stand 1466 in Cremona die Entscheidung über seine weitere Ordenslaufbahn an. Zu diesem Zeitpunkt war er bereits zum Priester geweiht. Er wählte die humanistischen Studien, da seine Vorgesetzten seinem Wunsch Philosophie zu studieren widersprachen und er konstitutionell zu schwach zum Predigtdienst war.
Danach ging er zurück nach Bergamo, wo er im Convento di Sant’Agostino lebte. Dieses Konvent war Ende des 13. Jahrhunderts von Augustinereremiten gegründet worden und seit 1442 in der Hand der reformierten Augustiner, die es mit Unterstützung der Bürgerschaft von Bergamo – auch der Familie Calepio – wiederaufbauten, nachdem es vorher in Verfall geraten war. Spätestens ab den Jahren vor 1487 arbeitete Calepino hier an seinem Lebenswerk, einem lateinischen Wörterbuch, denn auf dieses Jahr ist ein erster erhaltener Entwurf datiert.
Die Verbreitung des Wörterbuchs, das bereits handschriftlich zirkulierte, durch den Druck war Calepino ein persönliches Anliegen, um so ein größeres Publikum zu erreichen. Calepinos Neffe Graf Andrea Calepio (der Sohn Nicolinos) finanzierte teilweise den Druck. Man wählte als Drucker Dionisio Bertocchi aus Reggio Emilia, vielleicht weil er mit einer Ausgabe der Cornucopia Perottis 1494 schon Erfahrung mit lateinischen Wörterbüchern gesammelt hatte, vielleicht weil er versprach, den Druck in Bergamo unter Anwesenheit des Autors auszuführen (was dann aber nicht gemacht wurde). Das Buch erschien 1502 in Reggio Emilia und war dem Senat und Volk Bergamos gewidmet, eine Geste, für die der Rat der Stadt im Februar 1503 Calepino 25 Golddukaten (ca. 150 Lire) vermachte. Ein Exemplar des Wörterbuchs kostete 4 Lire 10 Soldi.
Aus einem Brief Calepinos an den Ordensgeneral Egidio da Viterbo vom 1. Oktober 1509 geht hervor, dass er zu diesem Zeitpunkt krank und fast blind war. Er starb kurz darauf.

## Werk

### Das lateinische Wörterbuch

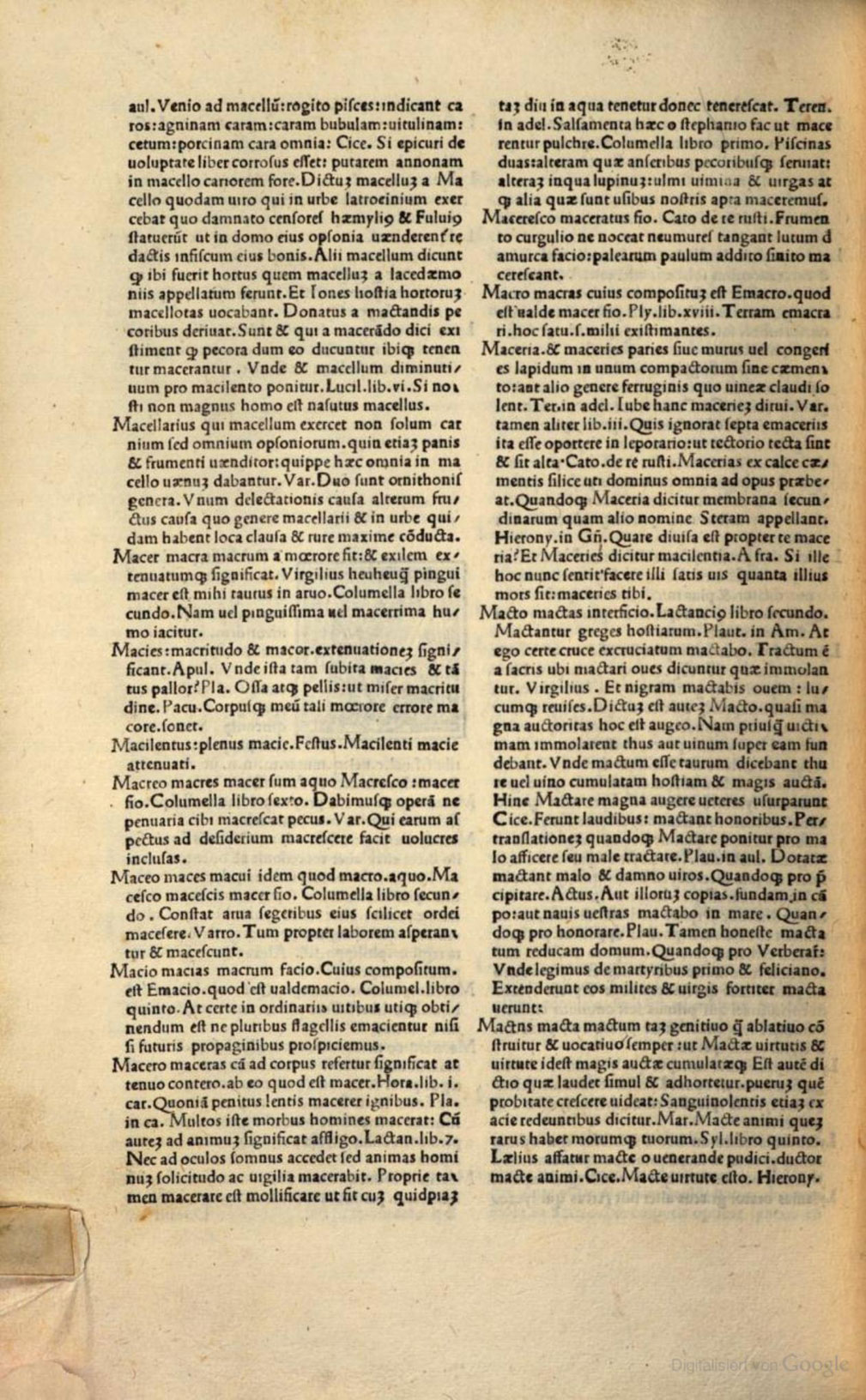
Beispielseite aus Calepinos Dictionarium von 1502

Mit dem Dictionarium schuf Calepino das erste lateinische Wörterbuch im annähernd modernen Sinne. Er orientierte sich dabei an der Cornucopia des Niccolò Perotti („Füllhorn“, ab 1489 mehrere Auflagen, ein Kommentar zu dem römischen Dichter Martial, der auch als Wörterbuch dienen konnte) und dem Werk Die Feinheiten der lateinischen Sprache (1471) des Lorenzo Valla. Diesen Vorgaben entsprechend wurde das spätantike und mittelalterliche Latein von ihm weitgehend übergangen, während die Renaissance-Humanisten einen Platz direkt neben den Klassikern fanden. Die Kirchenväter, insbesondere Augustinus und Hieronymus, werden allerdings auch öfters zitiert.
Gigliola Soldi Rondinini und Tullio De Mauro beschreiben im Dizionario Biografico degli Italiani die Intention des Wörterbuchs so: „Das Wörterbuch versteht sich als Führer derjenigen, die das Mittelalter hinter sich lassen und wieder zur klassischen Latinität aufsteigen möchten.“
Im Mittelpunkt der Wörterbuchartikel standen Bedeutungserläuterungen. Zitate aus antiken Autoren sollten den Sprachgebrauch legitimieren. Gegenüber den mittelalterlichen Wörterbüchern, etwa dem weitverbreiteten Catholicon des Dominikaners Johannes Balbus von 1286, traten bei Calepino der theologische Lehrgehalt und etymologische Darlegungen zurück.
Calepinos Wörterbuch verzeichnete auch Eigennamen, und manche Worterklärungen gingen ins Antiquarische, selbst wenn sie keine Eigennamen betrafen. So enthielt zum Beispiel der Artikel „pingo“ = „malen“ eine Geschichte der Malerei.
Eine überarbeitete Version seines Wörterbuchs, die er 1509 noch fertigstellen konnte, erschien 1520 in Venedig. Sie berichtigte Fehler der Erstauflage und fügte ungefähr 1.500 neue Lemmata hinzu.
Die Erforscher des Werks Giulio Orazio Bravi, Maria Giuseppina Ceresoli und Francesco Lo Monaco nennen mehrere Eigenschaften des Wörterbuchs, die zu seiner Popularität beigetragen haben könnten:
- Die hohe Zahl der Lemmata (ca. 20.000)
- Die Mannigfaltigkeit der Bedeutungsfelder: von Literatur zu Geschichte, Theologie, Geographie, Naturwissenschaften und Medizin
- Die Kürze der Artikel
- Die geordnete Struktur der Artikel (meist in der Reihenfolge: Akzente und Schreibweisen; grammatikalische Eigenheiten; Etymologie; falls vorhanden: griechische Äquivalente; Hauptbedeutung; falls vorhanden: andere Bedeutungen, eingeleitet mit „hinc“ = „daher“, „aliquando“ = „manchmal“, „alias“ = „oder auch“, „item“ = „und auch“; Beispielsätze; falls vorhanden: Unterlemmata)
- Die Reichhaltigkeit und Nützlichkeit der Textbeispiele
- Die alphabetische Ordnung, die fast immer bis zum dritten Buchstaben des Lemmas geht
- Nicht zuletzt sei der Hang zur persönlichen Anekdote und flüchtigen Bemerkung eine liebenswerte Eigenschaft des Werks.

### Weitere Werke
Abgesehen von seinem Hauptwerk verfasste Calepino einige weitere Schriften. 1483 veröffentlichte Giacomo Filippo Foresti, ein Mitbruder Calepinos im Kloster Sant’Agostino in Bergamo, das Supplementum Chronicarum, ein umfassendes historisches Werk, zu dem Calepino ein Lob Venedigs beisteuerte. Dabei handelt es sich jedoch lediglich um ein Gedicht in vier Hexameter-Versen.
Umfangreicher ist eine Vita des Einsiedlers Johannes Bonus, die er wahrscheinlich nicht viel später als 1484 schrieb. Dies geschah im Zuge einer Renaissance der Verehrung dieses wichtigen Vorläufers des Ordens der Augustinereremiten.
Nach der Erstausgabe des Dictionarium arbeitete Calepino an einem kleineren lateinisch-italienischen Wörterbuch, das aber Manuskript blieb. Er soll auch ein geistliches Werk Confessionale und zwei lateinische Hymnen auf Klara von Montefalco und Augustinus geschrieben haben.

## Bearbeitungen des Wörterbuchs vom 16. bis zum 18. Jahrhundert

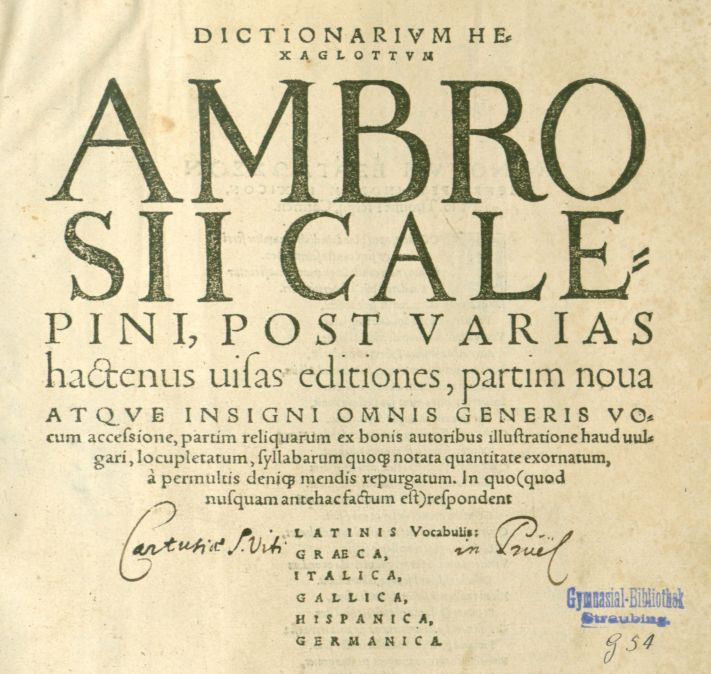
Titelblatt der sechssprachigen Basler Calepino-Ausgabe von 1568

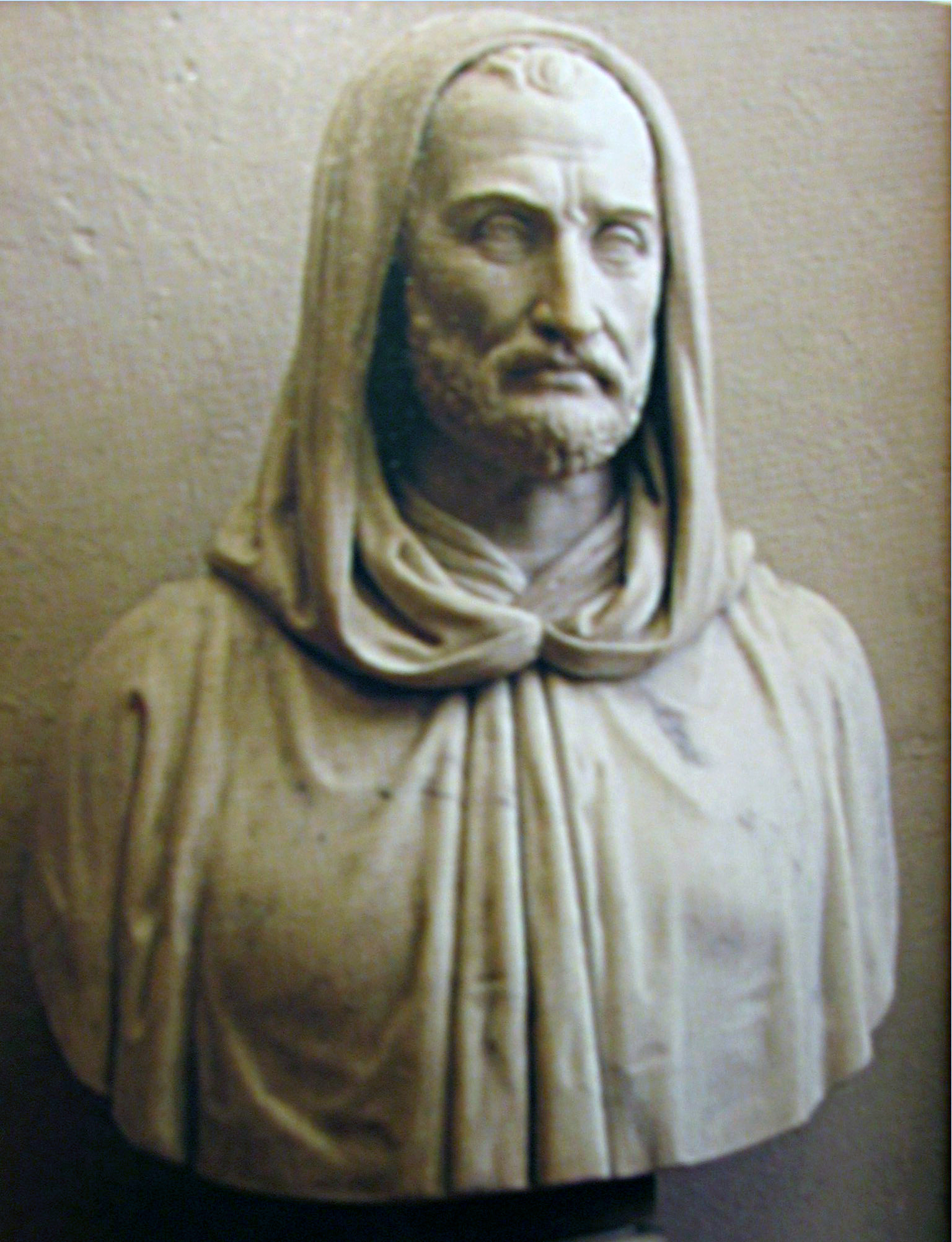
Marmorbüste von Gaetano Matteo Monti, Bibliotheca Angelo Mai, Bergamo

Dem Dictionarium war ein schneller und langanhaltender Erfolg beschieden. Von 1502 bis 1509 gab es neun Auflagen, bis 1520 waren es bereits ca. 26, die in Venedig, Basel, Strassburg, Paris, Lyon und anderen Orten Europas erschienen waren.
Schon bald nach der Erstausgabe kam das Bedürfnis nach einer verbesserten Neufassung auf. Um 1528 wurde dieser Wunsch an den Pariser Drucker Robert Estienne herangetragen. Da Estienne keine Gelehrten für diese schwierige Aufgabe gewinnen konnte, unternahm er sie selbst und veröffentlichte 1531 das Dictionarium, seu Latinae linguae Thesaurus. Obwohl Estiennes Thesaurus eine originäre Arbeit darstellt, so handelte es sich doch teilweise um die Umarbeitung von bei Calepino vorgefundenem Material, das Estienne neu ordnete, dem er Neues hinzufügte, von dem er Altes ausschied, wo er Belege überprüfte und vervollständigte und dem er französische Übersetzungen beigab.
Im Laufe des 16. Jahrhunderts entwickelte sich das Dictionarium des Calepinus zum vielsprachigen Wörterbuch. Dabei blieb jedoch stets die lateinische Sprache die Grundlage der Worterklärungen und anderssprachliche Äquivalente wurden meist nicht durchgehend hinzugefügt. Bereits die Erstausgabe enthielt vereinzelt griechische Angaben, die zweite Fassung baute diese aus, und später warb besonders die Kölner Ausgabe von 1534 mit ihrer Eignung als Griechischwörterbuch. Die erste mehrsprachige Ausgabe war der Pentaglottos, Antwerpen 1545, der neben Griechisch mit Deutsch, Niederländisch und Französisch drei lebende west- bzw. mitteleuropäische Sprachen bot.
Im deutschsprachigen Raum erschienen die meisten Calepino-Ausgaben in Basel. Sie nahmen teilweise die von Estienne eingeführten Verbesserungen auf, etwa was die alphabetische Anordnung der Lemmata oder die Trennung von Sprach- und Namenswörterbuch angeht. Mitarbeiter waren Gelehrte wie Conrad Gessner und Christian Wurstisen. Die Basler Ausgabe von 1590 umfasste elf Sprachen: Latein, Hebräisch, Griechisch, Französisch, Italienisch, Deutsch, Flämisch, Spanisch, Polnisch, Ungarisch und Englisch. Sie wurde 1598, 1605, 1616 und 1627 nachgedruckt und stellt den Höhepunkt der polyglotten Entwicklung des Calepino dar.
Spanisch wurde zuerst in der Lyoneser Ausgabe von 1559 aufgenommen. Jesuitische Missionare veröffentlichten 1595 im japanischen Amakusa bei Nagasaki eine lateinisch-portugiesisch-japanische Version des Wörterbuchs.
Anfang des 18. Jahrhunderts erstellte der Linguist Jacopo Facciolati unter Mithilfe von Egidio Forcellini eine der letzten Überarbeitungen (septem linguarum Calepinus. 2 Bände, Padua 1718), die mehrmals neu aufgelegt wurde.
Insgesamt verzeichnet die Bibliographie von Albert Labarre 211 Ausgaben von 1502 bis 1779.

## Sonstiges
Wegen der weiten Verbreitung seiner Arbeiten wurde der Name „Calepinus“ in mehreren Sprachen geradezu zu einem Synonym für Wörterbücher aller Art, so italienisch „calepino“, französisch „calepin“ (mit Zweitbedeutung „Notizbuch“) und englisch „calepin“.
1839 wurde eine Büste von Ambrosio Calepino im Ateneo von Bergamo aufgestellt. Die von dem klassizistischen Bildhauer Gaetano Matteo Monti (1776–1847) geschaffene Marmorskulptur steht heute in der Bibliothek Angelo Mai. Diese Bibliothek besitzt mit mehreren Manuskripten und 48 verschiedenen Druck-Editionen eine der bedeutendsten Calepino-Sammlungen. Die mit 81 Ausgaben weltweit umfangreichste Sammlung ist diejenige der Bayerischen Staatsbibliothek.

## Werke
- Ambrosii Calepini Bergomatis Dictionarium. Dionisio Bertocchi, Reggio Emilia 1502 (books.google.com).
- Ambrosius Calepinus Bergomensis, dictionum Latinarum, et Graecarum interpres perspicacissimus, omniumque vocabulorum insertor acutissimus. Bernardino Benaglio, Venedig 1520.
- Vita des Johannes Bonus in drei Büchern. In: Acta Sanctorum. Octobris. T. 9. Brüssel 1858, S. 748–767 (Ausgabe Paris und Rom 1869 Textarchiv – Internet Archive).